# Dietrich Kraiss
Dietrich Kraiss (16 de novembre de 1889 - 6 d'agost de 1944) va ser un general alemany durant la Segona Guerra Mundial. Va rebre la Creu de Cavaller amb Fulles de Roure (en alemany: mit Eichenlaub) de l'Alemanya nazi.

## Carrera militar

### Primera Guerra Mundial
El 24 de març de 1909 Kraiss es va incorporar al 8è regiment d'infanteria Reial de Württemberg "Gran Duc Friedrich de Baden" núm. 126 a. Servint amb aquest regiment, va comandar un pelotó i després una companyia durant la Primera Guerra Mundial al front occidental. El 18 de juny de 1915 fou ascendit a Tinent i el 15 de juliol de 1918 a capità. Pels seus serveis durant la guerra, Kraiss va rebre la 1a i 2a classe de la Creu de Ferro, l'ordre de la Casa d'Hohenzollern amb espases, l'ordre del Cavaller Lleó de Segona Classe de Zähringer, l'ordre del Mèrit Militar de Württemberg i la Insígnia de Ferits en negre.

### Anys d'entreguerres
Després de la guerra, Kraiss va ser comandant de companyia en diversos regiments d'infanteria al Reichswehr. De 1925 a 1928 va exercir com a instructor en una escola d'infanteria de Dresden. L'1 de maig de 1931 va ser ascendit a major i va ser traslladat al Ministeri del Reichswehr a Berlín, hi va romandre fins a finals de 1934. L'1 d'octubre de 1934 va ser ascendit a tinent coronel i va manar un batalló al seu Württemberg natal. El març de 1937 va ser ascendit a coronel i va rebre l'octubre del mateix any el comandament d'un regiment d'infanteria a Hamburg.

### Segona Guerra Mundial
A l'esclat de la Segona Guerra Mundial, Kraiss va comandar un regiment i va participar en la invasió de Polònia. Després, la seva unitat va ser traslladada de nou a Alemanya en preparació per a la invasió de França. Des del maig de 1940, el regiment va formar part de la 20a Divisió d'Infanteria durant l'ocupació dels Països Baixos i França. Va ser ascendit a major general l'1 de febrer de 1941. El març de 1941, va lliurar el comandament del regiment al coronel Erich Jaschke i va ser traslladat breument a la Führerreserve.
De juliol de 1941 a març de 1943 Kraiss va rebre el comandament de la 168a Divisió d'Infanteria i va participar en l'operació Barbarroja. Pel seu lideratge de la divisió durant la Tercera Batalla de Kharkov, va rebre la Creu de Cavaller de la Creu de Ferro L'1 d'octubre de 1942 va rebre la seva promoció definitiva al grau de tinent general. L'abril de 1943 Kraiss es va fer càrrec de la recentment creada 355a Dvisió d'Infanteria, que va patir grans pèrdues durant l'acció contra l'Exèrcit Roig a Merefa i posteriorment es va dissoldre el 9 de novembre de 1943.
A partir de novembre de 1943 va estar al comandament de la recentment creada 352a Divisió d'Infanteria, que amb sis divisions més, es trobava a Normandia davant la invasió aliada. La divisió va ser enviada a les zones costaneres després que les forces aliades aterrissin a les platges d'Omaha i Gold. En contra de les ordres d'Adolf Hitler, Kraiss va traslladar la seva divisió de nou a una línia defensiva a uns 20 quilòmetres de distància de la costa. Allà va poder resistir les forces aliades en aquesta secció durant diverses setmanes.
Kraiss va patir una ferida greu el 2 d'agost de 1944, prop de Saint-Lô, i va morir el 6 d'agost. Va ser guardonat pòstumament amb la Creu de Cavaller de la Creu de Ferro amb Fulles de Roure l'11 d'agost de 1944.

## Promocions
Leutnant – 19 de juliol de 1910.
  Oberleutnant – 18 de juny de 1915
 Hauptman – 15 de juliol de 1918
 Major – 1 de maig de 1931
 Oberstleutnant – 1 de setembre de 1934
 Oberst – 1 de març de 1937
 Generalmajor – 1 de febrer de 1941
 Generalleutnant – 1 d'octubre de 1942

## Condecoracions
Creu de Cavaller de la Creu de Ferro amb Fulles de Roure
 Creu de Cavaller: (23/07/1942)
 Fulles de Roure: (11/8/1944)
 Creu Alemanya en Or (28/9/1942)
 Creu de Cavaller del Reial Orde Prussià de Hohenzollern amb espases (9/10/1918)
 Creu de Ferro 1914 de 1a Classe (7/9/1915)
 Creu de Ferro 1914 de 2a Classe (18/9/1918)
 Creu de Cavaller de 2a classe de l'orde del Leló de Zähringen (15/9/1914)
 Medalla del Mèrit Militar en Or (Württemberg) (17/11/1914)
 Insígnia de Ferits 1918 en Negre
 Creu d'Honor dels Combatents del Front
 Medalla del Llarg Servei a la Wehrmacht de I i IV classe
 Medalla de l'1 d'octubre de 1938
 Barra de 1939 a la Creu de Ferro 1914 de 1a Classe (3/10/1939)
 Barra de 1939 a la Creu de Ferro 1914 de 2a Classe (18/9/1939)
 Medalla de la Campanya d'Hivern a l'Est 1941/42
Butlletí de la Wehrmacht: 11/6/1944